# Ville Kantee
Ville Valtteri Kantee (né le 8 décembre 1978 à Joutseno) est un sauteur à ski finlandais.

## Palmarès

### Championnats du monde
| Épreuve / Édition | Épreuve / Édition | Ramsau 1999 | Lahti 2001 |
| Petit Tremplin    | Petit Tremplin    | 13e         | 10e        |
| Grand Tremplin    | Grand Tremplin    | 30e         | 9e         |
| Par équipes       | PT                |             | Argent     |
| Par équipes       | GT                | 4e          | Argent     |

 * PT:Petit Tremplin; GT:Grand Tremplin

### Championnats du monde de vol à ski
| Épreuve / Édition | Vikersund 2000 |
| Individuel        | 23e            |

## Coupe du monde
- Meilleur classement final: 6e en 2000.
- 2 victoires.

### Saison par saison
| Année | Lieu                  |
| 2000  | Kuopio (Finlande)     |
| 2001  | Willingen (Allemagne) |